# San Antonio Spurs 2020-2021
La stagione 2020-2021 dei San Antonio Spurs è stata la 54ª stagione della franchigia, la 45ª nella NBA, la 48ª a San Antonio.

## Draft
| Giro | Scelta | Giocatore     | Ruolo | Nazionalità | Università/Squadra               |
| ---- | ------ | ------------- | ----- | ----------- | -------------------------------- |
| 1    | 11     | Devin Vassell | SG    | Stati Uniti | Università statale della Florida |
| 2    | 41     | Tre Jones     | PG    | Stati Uniti | Università Duke                  |

Il Draft NBA 2020 a causa della Pandemia di COVID-19 del 2019-2021 si è tenuto il 18 novembre 2020. Questo è il primo draft, dal 1975, che non si è tenuto nel mese di giugno. Gli Spurs detengono una scelta nel primo round e una scelta nel secondo round..

## Roster
| \| Pos. \| Num. \| Naz. \| Nome \| Altezza \| Peso \| Data nascita \| Provenienza \| \| ---- \| ---- \| ---------------------- \| ---------------------------- \| ------- \| ------ \| ------------ \| ------------------- \| \| AG \| 31 \| Stati Uniti (bandiera) \| Bates-Diop, Keita (TW) \| 203 cm \| 104 kg \| 23-01-1996 \| Ohio State \| \| G \| 10 \| Stati Uniti (bandiera) \| DeRozan, DeMar \| 201 cm \| 100 kg \| 07-08-1989 \| Southern California \| \| C \| 7 \| Senegal (bandiera) \| Dieng, Gorgui \| 208 cm \| 114 kg \| 18-01-1990 \| Louisville \| \| AG/C \| 14 \| Stati Uniti (bandiera) \| Eubanks, Drew \| 208 cm \| 109 kg \| 01-02-1997 \| Oregon State \| \| AP \| 22 \| Stati Uniti (bandiera) \| Gay, Rudy \| 203 cm \| 113 kg \| 17-08-1986 \| Connecticut \| \| AP \| 55 \| Stati Uniti (bandiera) \| Jeffries, DaQuan \| 196 cm \| 104 kg \| 03-08-1997 \| Tulsa \| \| AP \| 3 \| Stati Uniti (bandiera) \| Johnson, Keldon \| 198 cm \| 96 kg \| 11-10-1999 \| Kentucky \| \| G \| 33 \| Stati Uniti (bandiera) \| Jones, Tre \| 191 cm \| 84 kg \| 08-01-2000 \| Duke \| \| AP \| 41 \| Canada (bandiera) \| Lyles, Trey \| 208 cm \| 106 kg \| 05-11-1995 \| Kentucky \| \| P \| 8 \| Australia (bandiera) \| Mills, Patty \| 183 cm \| 84 kg \| 11-08-1988 \| Saint Mary's \| \| P \| 5 \| Stati Uniti (bandiera) \| Murray, Dejounte \| 196 cm \| 77 kg \| 19-09-1996 \| Washington \| \| C \| 25 \| Austria (bandiera) \| Pöltl, Jakob \| 213 cm \| 104 kg \| 15-10-1995 \| Utah \| \| AG \| 19 \| Croazia (bandiera) \| Šamanić, Luka \| 211 cm \| 103 kg \| 09-01-2000 \| Union Olimpija \| \| G \| 24 \| Stati Uniti (bandiera) \| Vassell, Devin \| 201 cm \| 84 kg \| 23-08-2000 \| Florida State \| \| G \| 1 \| Stati Uniti (bandiera) \| Walker, Lonnie \| 196 cm \| 89 kg \| 14-12-1998 \| Miami (FL) \| \| G \| 15 \| Stati Uniti (bandiera) \| Weatherspoon, Quinndary (TW) \| 193 cm \| 94 kg \| 10-09-1996 \| Mississippi \| \| P/G \| 4 \| Stati Uniti (bandiera) \| White, Derrick \| 193 cm \| 86 kg \| 02-07-1994 \| Colorado \| | Allenatore - Gregg Popovich Assistente/i - Chip Engelland - Becky Hammon - Will Hardy - Mitch Johnson - Darius Songaila Legenda - (C) Capitano - (FA) Free agent - (S) Sospeso - (DP) Unsigned draft pick - (GL) Assegnato a squadra G League affiliata - (TW) Contratto Two-way - Infortunato Roster • Transazioni · Ultima transazione: 15 maggio 2021 |                        |                              |         |        |              |                     |
| Pos. | Num. | Naz.                   | Nome                         | Altezza | Peso   | Data nascita | Provenienza         |
| AG | 31 | Stati Uniti (bandiera) | Bates-Diop, Keita (TW)       | 203 cm  | 104 kg | 23-01-1996   | Ohio State          |
| G | 10 | Stati Uniti (bandiera) | DeRozan, DeMar               | 201 cm  | 100 kg | 07-08-1989   | Southern California |
| C | 7 | Senegal (bandiera)     | Dieng, Gorgui                | 208 cm  | 114 kg | 18-01-1990   | Louisville          |
| AG/C | 14 | Stati Uniti (bandiera) | Eubanks, Drew                | 208 cm  | 109 kg | 01-02-1997   | Oregon State        |
| AP | 22 | Stati Uniti (bandiera) | Gay, Rudy                    | 203 cm  | 113 kg | 17-08-1986   | Connecticut         |
| AP | 55 | Stati Uniti (bandiera) | Jeffries, DaQuan             | 196 cm  | 104 kg | 03-08-1997   | Tulsa               |
| AP | 3 | Stati Uniti (bandiera) | Johnson, Keldon              | 198 cm  | 96 kg  | 11-10-1999   | Kentucky            |
| G | 33 | Stati Uniti (bandiera) | Jones, Tre                   | 191 cm  | 84 kg  | 08-01-2000   | Duke                |
| AP | 41 | Canada (bandiera)      | Lyles, Trey                  | 208 cm  | 106 kg | 05-11-1995   | Kentucky            |
| P | 8 | Australia (bandiera)   | Mills, Patty                 | 183 cm  | 84 kg  | 11-08-1988   | Saint Mary's        |
| P | 5 | Stati Uniti (bandiera) | Murray, Dejounte             | 196 cm  | 77 kg  | 19-09-1996   | Washington          |
| C | 25 | Austria (bandiera)     | Pöltl, Jakob                 | 213 cm  | 104 kg | 15-10-1995   | Utah                |
| AG | 19 | Croazia (bandiera)     | Šamanić, Luka                | 211 cm  | 103 kg | 09-01-2000   | Union Olimpija      |
| G | 24 | Stati Uniti (bandiera) | Vassell, Devin               | 201 cm  | 84 kg  | 23-08-2000   | Florida State       |
| G | 1 | Stati Uniti (bandiera) | Walker, Lonnie               | 196 cm  | 89 kg  | 14-12-1998   | Miami (FL)          |
| G | 15 | Stati Uniti (bandiera) | Weatherspoon, Quinndary (TW) | 193 cm  | 94 kg  | 10-09-1996   | Mississippi         |
| P/G | 4 | Stati Uniti (bandiera) | White, Derrick               | 193 cm  | 86 kg  | 02-07-1994   | Colorado            |

## Classifiche

### Division

#### Southwest Division
| Southwest Division     | V  | S  | V%   | PR   | Casa  | Trasf | Div | PG |
| ---------------------- | -- | -- | ---- | ---- | ----- | ----- | --- | -- |
| y – Dallas Mavericks   | 42 | 30 | .583 | 10,0 | 21–15 | 21–15 | 7–5 | 72 |
| xp – Memphis Grizzlies | 38 | 34 | .528 | 14,0 | 18–18 | 20–16 | 6–6 | 72 |
| ep – San Antonio Spurs | 33 | 39 | .458 | 19,0 | 14–22 | 19–17 | 6–6 | 72 |
| e – N.O. Pelicans      | 31 | 41 | .431 | 21,0 | 18–18 | 13–23 | 6–6 | 72 |
| e – Houston Rockets    | 17 | 55 | .236 | 35,0 | 9–27  | 8–28  | 5–7 | 72 |

### Conference

#### Western Conference
| Western Conference | Western Conference      | Western Conference | Western Conference | Western Conference | Western Conference | Western Conference |
| #                  | Squadra                 | V                  | S                  | V%                 | PR                 | PG                 |
| ------------------ | ----------------------- | ------------------ | ------------------ | ------------------ | ------------------ | ------------------ |
| 1                  | c – Utah Jazz *         | 52                 | 20                 | .722               | –                  | 72                 |
| 2                  | y – Phoenix Suns *      | 51                 | 21                 | .708               | 1,0                | 72                 |
| 3                  | x – Denver Nuggets      | 47                 | 25                 | .653               | 5,0                | 72                 |
| 4                  | x – L.A. Clippers       | 47                 | 25                 | .653               | 5,0                | 72                 |
| 5                  | y – Dallas Mavericks *  | 42                 | 30                 | .583               | 10,0               | 72                 |
| 6                  | x – Portland T. Blazers | 42                 | 30                 | .583               | 10,0               | 72                 |
|                    |                         |                    |                    |                    |                    |                    |
| 7                  | xp – L.A. Lakers        | 42                 | 30                 | .583               | 10,0               | 72                 |
| 8                  | xp – Memphis Grizzlies  | 38                 | 34                 | .528               | 14,0               | 72                 |
| 9                  | ep – G.S. Warriors      | 39                 | 33                 | .542               | 13,0               | 72                 |
| 10                 | ep – San Antonio Spurs  | 33                 | 39                 | .458               | 19,0               | 72                 |
|                    |                         |                    |                    |                    |                    |                    |
| 11                 | e – N.O. Pelicans       | 31                 | 41                 | .431               | 21,0               | 72                 |
| 12                 | e – Sacramento Kings    | 31                 | 41                 | .431               | 21,0               | 72                 |
| 13                 | e – Minnesota T'wolves  | 23                 | 49                 | .319               | 29,0               | 72                 |
| 14                 | e – Oklahoma Thunder    | 22                 | 50                 | .306               | 30,0               | 72                 |
| 15                 | e – Houston Rockets     | 17                 | 55                 | .236               | 35,0               | 72                 |

## Calendario e risultati

### Preseason
Le date della preseason
| Preseason 2020                                    | Preseason 2020                                    | Preseason 2020                                    | Preseason 2020                                    | Preseason 2020                                    | Preseason 2020                                    | Preseason 2020                                    | Preseason 2020                                    | Preseason 2020                                    |
| Record preseason: 0-3 (Casa: 0–1; Trasferta: 0–2) | Record preseason: 0-3 (Casa: 0–1; Trasferta: 0–2) | Record preseason: 0-3 (Casa: 0–1; Trasferta: 0–2) | Record preseason: 0-3 (Casa: 0–1; Trasferta: 0–2) | Record preseason: 0-3 (Casa: 0–1; Trasferta: 0–2) | Record preseason: 0-3 (Casa: 0–1; Trasferta: 0–2) | Record preseason: 0-3 (Casa: 0–1; Trasferta: 0–2) | Record preseason: 0-3 (Casa: 0–1; Trasferta: 0–2) | Record preseason: 0-3 (Casa: 0–1; Trasferta: 0–2) |
| Partita                                           | Data                                              | Avversario                                        | Punteggio                                         | Più punti                                         | Più rimbalzi                                      | Più assist                                        | Spettatori                                        | Record                                            |
| ------------------------------------------------- | ------------------------------------------------- | ------------------------------------------------- | ------------------------------------------------- | ------------------------------------------------- | ------------------------------------------------- | ------------------------------------------------- | ------------------------------------------------- | ------------------------------------------------- |
| 1                                                 | 12 dicembre                                       | Oklahoma Thunder                                  | S 108–121                                         | Patty Mills (24)                                  | Jakob Pöltl (10)                                  | DeMar DeRozan (7)                                 | AT&T Center 0                                     | 0-1                                               |
| 2                                                 | 15 dicembre                                       | @ Houston Rockets                                 | S 98–112                                          | Lonnie Walker (17)                                | Trey Lyles (9)                                    | Dejounte Murray (7)                               | Toyota Center 0                                   | 0-2                                               |
| 3                                                 | 17 dicembre                                       | @ Houston Rockets                                 | S 106–128                                         | DeMar DeRozan (21)                                | Dejounte Murray (10)                              | Dejounte Murray (4)                               | Toyota Center 0                                   | 0-3                                               |

### Regular season

#### Andamento stagionale
| Stagione 2020-2021                             | Stagione 2020-2021                             | Stagione 2020-2021                             | Stagione 2020-2021                             | Stagione 2020-2021                             | Stagione 2020-2021                             | Stagione 2020-2021                             | Stagione 2020-2021                             | Stagione 2020-2021                             |
| Totale : 33–39 (Casa: 14–22; Trasferta: 19–17) | Totale : 33–39 (Casa: 14–22; Trasferta: 19–17) | Totale : 33–39 (Casa: 14–22; Trasferta: 19–17) | Totale : 33–39 (Casa: 14–22; Trasferta: 19–17) | Totale : 33–39 (Casa: 14–22; Trasferta: 19–17) | Totale : 33–39 (Casa: 14–22; Trasferta: 19–17) | Totale : 33–39 (Casa: 14–22; Trasferta: 19–17) | Totale : 33–39 (Casa: 14–22; Trasferta: 19–17) | Totale : 33–39 (Casa: 14–22; Trasferta: 19–17) |
| ---------------------------------------------- | ---------------------------------------------- | ---------------------------------------------- | ---------------------------------------------- | ---------------------------------------------- | ---------------------------------------------- | ---------------------------------------------- | ---------------------------------------------- | ---------------------------------------------- |

#### Dicembre
| Dicembre 2020                                 | Dicembre 2020                                 | Dicembre 2020                                 | Dicembre 2020                                 | Dicembre 2020                                 | Dicembre 2020                                 | Dicembre 2020                                 | Dicembre 2020                                 | Dicembre 2020                                 |
| Record mese : 2–2 (Casa: 1–1; Trasferta: 1–1) | Record mese : 2–2 (Casa: 1–1; Trasferta: 1–1) | Record mese : 2–2 (Casa: 1–1; Trasferta: 1–1) | Record mese : 2–2 (Casa: 1–1; Trasferta: 1–1) | Record mese : 2–2 (Casa: 1–1; Trasferta: 1–1) | Record mese : 2–2 (Casa: 1–1; Trasferta: 1–1) | Record mese : 2–2 (Casa: 1–1; Trasferta: 1–1) | Record mese : 2–2 (Casa: 1–1; Trasferta: 1–1) | Record mese : 2–2 (Casa: 1–1; Trasferta: 1–1) |
| Partita                                       | Data                                          | Avversario                                    | Punteggio                                     | Più punti                                     | Più rimbalzi                                  | Più assist                                    | Spettatori                                    | Record                                        |
| --------------------------------------------- | --------------------------------------------- | --------------------------------------------- | --------------------------------------------- | --------------------------------------------- | --------------------------------------------- | --------------------------------------------- | --------------------------------------------- | --------------------------------------------- |
| 1                                             | 23 dicembre                                   | @ Memphis Grizzlies                           | V 131–119                                     | DeMar DeRozan (28)                            | DeMar DeRozan (9)                             | Murray, DeRozan (9)                           | FedExForum 0                                  | 1-0                                           |
| 2                                             | 26 dicembre                                   | Toronto Raptors                               | V 119–114                                     | DeMar DeRozan (27)                            | Dejounte Murray (10)                          | Dejounte Murray (10)                          | AT&T Center 0                                 | 2-0                                           |
| 3                                             | 27 dicembre                                   | @ N.O. Pelicans                               | S 95–98                                       | Rudy Gay (22)                                 | Keldon Johnson (11)                           | DeMar DeRozan (10)                            | Smoothie King Center 750                      | 2-1                                           |
| 4                                             | 30 dicembre                                   | L.A. Lakers                                   | S 107–121                                     | Dejounte Murray (29)                          | Pöltl, Murray (7)                             | Dejounte Murray (7)                           | AT&T Center 0                                 | 2-2                                           |

#### Gennaio
| Gennaio 2021                                  | Gennaio 2021                                  | Gennaio 2021                                  | Gennaio 2021                                  | Gennaio 2021                                  | Gennaio 2021                                  | Gennaio 2021                                  | Gennaio 2021                                  | Gennaio 2021                                  |
| Record mese : 9–7 (Casa: 4–5; Trasferta: 5–2) | Record mese : 9–7 (Casa: 4–5; Trasferta: 5–2) | Record mese : 9–7 (Casa: 4–5; Trasferta: 5–2) | Record mese : 9–7 (Casa: 4–5; Trasferta: 5–2) | Record mese : 9–7 (Casa: 4–5; Trasferta: 5–2) | Record mese : 9–7 (Casa: 4–5; Trasferta: 5–2) | Record mese : 9–7 (Casa: 4–5; Trasferta: 5–2) | Record mese : 9–7 (Casa: 4–5; Trasferta: 5–2) | Record mese : 9–7 (Casa: 4–5; Trasferta: 5–2) |
| Partita                                       | Data                                          | Avversario                                    | Punteggio                                     | Più punti                                     | Più rimbalzi                                  | Più assist                                    | Spettatori                                    | Record                                        |
| --------------------------------------------- | --------------------------------------------- | --------------------------------------------- | --------------------------------------------- | --------------------------------------------- | --------------------------------------------- | --------------------------------------------- | --------------------------------------------- | --------------------------------------------- |
| 5                                             | 1º gennaio                                    | L.A. Lakers                                   | S 103–109                                     | Keldon Johnson (26)                           | Keldon Johnson (10)                           | DeMar DeRozan (7)                             | AT&T Center 0                                 | 2-3                                           |
| 6                                             | 3 gennaio                                     | Utah Jazz                                     | S 109–130                                     | Keldon Johnson (22)                           | Trey Lyles (9)                                | Dejounte Murray (5)                           | AT&T Center 0                                 | 2-4                                           |
| 7                                             | 5 gennaio                                     | @ L.A. Clippers                               | V 116–113                                     | Patty Mills (27)                              | Keldon Johnson (11)                           | DeMar DeRozan (6)                             | Staples Center 0                              | 3-4                                           |
| 8                                             | 7 gennaio                                     | @ L.A. Lakers                                 | V 118–109                                     | LaMarcus Aldridge (28)                        | Dejounte Murray (8)                           | DeMar DeRozan (8)                             | Staples Center 0                              | 4-4                                           |
| 9                                             | 9 gennaio                                     | @ Minnesota T'wolves                          | V 125–122 (OT)                                | DeMar DeRozan (38)                            | Dejounte Murray (14)                          | DeMar DeRozan (5)                             | Target Center 0                               | 5-4                                           |
| 10                                            | 10 gennaio                                    | @ Minnesota T'wolves                          | S 88–96                                       | Lonnie Walker (25)                            | Trey Lyles (10)                               | Dejounte Murray (5)                           | Target Center 0                               | 5-5                                           |
| 11                                            | 12 gennaio                                    | @ Oklahoma Thunder                            | V 112–102                                     | Lonnie Walker (24)                            | LaMarcus Aldridge (10)                        | Dejounte Murray (7)                           | Chesapeake Energy Arena 0                     | 6-5                                           |
| 12                                            | 14 gennaio                                    | Houston Rockets                               | S 105–109                                     | Keldon Johnson (29)                           | Dejounte Murray (8)                           | DeRozan, Murray (7)                           | AT&T Center 0                                 | 6-6                                           |
| 13                                            | 16 gennaio                                    | Houston Rockets                               | V 103–91                                      | DeMar DeRozan (24)                            | Jakob Pöltl (11)                              | DeMar DeRozan (4)                             | AT&T Center 0                                 | 7-6                                           |
| 14                                            | 18 gennaio                                    | @ Portland T. Blazers                         | V 125–104                                     | LaMarcus Aldridge (22)                        | Dejounte Murray (9)                           | DeRozan, Murray (11)                          | Moda Center 0                                 | 8-6                                           |
| 15                                            | 20 gennaio                                    | @ G.S. Warriors                               | S 99–121                                      | Dejounte Murray (22)                          | Rudy Gay (9)                                  | DeRozan, Murray, Johnson, Mills, Gay (3)      | Chase Center 0                                | 8-7                                           |
| 16                                            | 22 gennaio                                    | Dallas Mavericks                              | S 117–122                                     | DeMar DeRozan (29)                            | Keldon Johnson (14)                           | DeMar DeRozan (6)                             | AT&T Center 0                                 | 8-8                                           |
| 17                                            | 24 gennaio                                    | Wash. Wizards                                 | V 121–101                                     | Patty Mills (21)                              | Dejounte Murray (11)                          | Dejounte Murray (10)                          | AT&T Center 0                                 | 9-8                                           |
| 18                                            | 27 gennaio                                    | Boston Celtics                                | V 110–106                                     | DeMar DeRozan (21)                            | Dejounte Murray (11)                          | DeMar DeRozan (7)                             | AT&T Center 0                                 | 10-8                                          |
| 19                                            | 29 gennaio                                    | Denver Nuggets                                | V 119–109                                     | DeMar DeRozan (30)                            | Keldon Johnson (9)                            | DeMar DeRozan (10)                            | AT&T Center 0                                 | 11-8                                          |
| 20                                            | 30 gennaio                                    | Memphis Grizzlies                             | S 112–129                                     | Derrick White (18)                            | Jakob Pöltl (6)                               | Dejounte Murray (7)                           | AT&T Center 0                                 | 11-9                                          |

#### Febbraio
| Febbraio 2021                                 | Febbraio 2021                                 | Febbraio 2021                                 | Febbraio 2021                                 | Febbraio 2021                                 | Febbraio 2021                                 | Febbraio 2021                                 | Febbraio 2021                                 | Febbraio 2021                                 |
| Record mese : 6–3 (Casa: 3–2; Trasferta: 3–1) | Record mese : 6–3 (Casa: 3–2; Trasferta: 3–1) | Record mese : 6–3 (Casa: 3–2; Trasferta: 3–1) | Record mese : 6–3 (Casa: 3–2; Trasferta: 3–1) | Record mese : 6–3 (Casa: 3–2; Trasferta: 3–1) | Record mese : 6–3 (Casa: 3–2; Trasferta: 3–1) | Record mese : 6–3 (Casa: 3–2; Trasferta: 3–1) | Record mese : 6–3 (Casa: 3–2; Trasferta: 3–1) | Record mese : 6–3 (Casa: 3–2; Trasferta: 3–1) |
| Partita                                       | Data                                          | Avversario                                    | Punteggio                                     | Più punti                                     | Più rimbalzi                                  | Più assist                                    | Spettatori                                    | Record                                        |
| --------------------------------------------- | --------------------------------------------- | --------------------------------------------- | --------------------------------------------- | --------------------------------------------- | --------------------------------------------- | --------------------------------------------- | --------------------------------------------- | --------------------------------------------- |
| 21                                            | 1º febbraio                                   | Memphis Grizzlies                             | S 102–133                                     | Keldon Johnson (25)                           | Keldon Johnson (10)                           | DeMar DeRozan (6)                             | AT&T Center 0                                 | 11-10                                         |
| 22                                            | 3 febbraio                                    | Minnesota T'wolves                            | V 111–108                                     | DeMar DeRozan (30)                            | Dejounte Murray (11)                          | Derrick White (8)                             | AT&T Center 0                                 | 12-10                                         |
| 23                                            | 6 febbraio                                    | @ Houston Rockets                             | V 111–106                                     | DeMar DeRozan (30)                            | Jakob Pöltl (11)                              | DeMar DeRozan (8)                             | Toyota Center 3.313                           | 13-10                                         |
| 24                                            | 8 febbraio                                    | G.S. Warriors                                 | V 105–100                                     | Dejounte Murray (27)                          | Jakob Pöltl (11)                              | DeMar DeRozan (10)                            | AT&T Center 0                                 | 14-10                                         |
| 25                                            | 9 febbraio                                    | G.S. Warriors                                 | S 91–114                                      | Rudy Gay (17)                                 | Johnson, Vassell, Gay, Lyles (6)              | DeRozan, Johnson (6)                          | AT&T Center 0                                 | 14-11                                         |
| 26                                            | 12 febbraio                                   | @ Atlanta Hawks                               | V 125–114                                     | DeMar DeRozan (23)                            | Jakob Pöltl (12)                              | DeMar DeRozan (8)                             | State Farm Arena 1.451                        | 15-11                                         |
| 27                                            | 14 febbraio                                   | @ Charlotte Hornets                           | V 122–110                                     | Dejounte Murray (26)                          | Pöltl, Murray (12)                            | DeMar DeRozan (9)                             | Spectrum Center 0                             | 16-11                                         |
| 28                                            | 24 febbraio                                   | @ Oklahoma Thunder                            | S 99–102                                      | Dejounte Murray (27)                          | Pöltl, Murray (9)                             | Dejounte Murray (6)                           | Chesapeake Energy Arena 0                     | 16-12                                         |
| 29                                            | 27 febbraio                                   | N.O. Pelicans                                 | V 117–114                                     | DeMar DeRozan (32)                            | Jakob Pöltl (11)                              | DeMar DeRozan (11)                            | AT&T Center 0                                 | 17-12                                         |

#### Marzo
| Marzo 2021                                    | Marzo 2021                                    | Marzo 2021                                    | Marzo 2021                                    | Marzo 2021                                    | Marzo 2021                                    | Marzo 2021                                    | Marzo 2021                                    | Marzo 2021                                    |
| Record mese : 7–9 (Casa: 4–6; Trasferta: 3–3) | Record mese : 7–9 (Casa: 4–6; Trasferta: 3–3) | Record mese : 7–9 (Casa: 4–6; Trasferta: 3–3) | Record mese : 7–9 (Casa: 4–6; Trasferta: 3–3) | Record mese : 7–9 (Casa: 4–6; Trasferta: 3–3) | Record mese : 7–9 (Casa: 4–6; Trasferta: 3–3) | Record mese : 7–9 (Casa: 4–6; Trasferta: 3–3) | Record mese : 7–9 (Casa: 4–6; Trasferta: 3–3) | Record mese : 7–9 (Casa: 4–6; Trasferta: 3–3) |
| Partita                                       | Data                                          | Avversario                                    | Punteggio                                     | Più punti                                     | Più rimbalzi                                  | Più assist                                    | Spettatori                                    | Record                                        |
| --------------------------------------------- | --------------------------------------------- | --------------------------------------------- | --------------------------------------------- | --------------------------------------------- | --------------------------------------------- | --------------------------------------------- | --------------------------------------------- | --------------------------------------------- |
| 30                                            | 1º marzo                                      | Brooklyn Nets                                 | S 113–124 (OT)                                | DeMar DeRozan (22)                            | Jakob Pöltl (12)                              | DeMar DeRozan (11)                            | AT&T Center 0                                 | 17-13                                         |
| 31                                            | 2 marzo                                       | N.Y. Knicks                                   | V 119–93                                      | Trey Lyles (18)                               | Jakob Pöltl (8)                               | DeMar DeRozan (11)                            | AT&T Center 0                                 | 18-13                                         |
| 32                                            | 4 marzo                                       | Oklahoma Thunder                              | S 102–107                                     | DeMar DeRozan (20)                            | Trey Lyles (10)                               | Dejounte Murray (9)                           | AT&T Center 0                                 | 18-14                                         |
| 33                                            | 10 marzo                                      | @ Dallas Mavericks                            | S 104–115                                     | DeMar DeRozan (30)                            | Rudy Gay (9)                                  | DeMar DeRozan (11)                            | American Airlines Center 3.813                | 18-15                                         |
| 34                                            | 12 marzo                                      | Orlando Magic                                 | V 104–77                                      | Rudy Gay (19)                                 | Jakob Pöltl (9)                               | Pöltl, Murray (6)                             | AT&T Center 3.241                             | 19-15                                         |
| 35                                            | 14 marzo                                      | @ Philadelphia 76ers                          | S 99–134                                      | White, Eubanks (17)                           | Drew Eubanks (9)                              | Derrick White (4)                             | Wells Fargo Center 3.071                      | 19-16                                         |
| 36                                            | 15 marzo                                      | @ Detroit Pistons                             | V 109–99                                      | Dejounte Murray (19)                          | Jakob Pöltl (12)                              | Dejounte Murray (6)                           | Little Caesars Arena 0                        | 20-16                                         |
| 37                                            | 17 marzo                                      | @ Chicago Bulls                               | V 106–99                                      | Jakob Pöltl (20)                              | Jakob Pöltl (12)                              | Derrick White (5)                             | United Center 0                               | 21-16                                         |
| 38                                            | 19 marzo                                      | @ Cleveland Cavaliers                         | V 116–110                                     | Keldon Johnson (23)                           | Keldon Johnson (21)                           | DeMar DeRozan (7)                             | Rocket Mortgage FieldHouse 0                  | 22-16                                         |
| 39                                            | 20 marzo                                      | @ Milwaukee Bucks                             | S 113–120                                     | Lonnie Walker (31)                            | Keldon Johnson (8)                            | DeMar DeRozan (13)                            | Fiserv Forum 3.280                            | 22-17                                         |
| 40                                            | 22 marzo                                      | Charlotte Hornets                             | S 97–100                                      | DeMar DeRozan (28)                            | Jakob Pöltl (11)                              | DeMar DeRozan (5)                             | AT&T Center 3.222                             | 22-18                                         |
| 41                                            | 24 marzo                                      | L.A. Clippers                                 | S 101–134                                     | DeMar DeRozan (19)                            | Drew Eubanks (8)                              | Dejounte Murray (5)                           | AT&T Center 3.224                             | 22-19                                         |
| 42                                            | 25 marzo                                      | L.A. Clippers                                 | S 85–98                                       | DeMar DeRozan (23)                            | Pöltl, Johnson (8)                            | Dejounte Murray (7)                           | AT&T Center 3.225                             | 22-20                                         |
| 43                                            | 27 marzo                                      | Chicago Bulls                                 | V 120–104                                     | Jakob Pöltl (20)                              | Jakob Pöltl (9)                               | Dejounte Murray (8)                           | AT&T Center 3.334                             | 23-20                                         |
| 44                                            | 29 marzo                                      | Sacramento Kings                              | S 115–132                                     | Dejounte Murray (23)                          | Jakob Pöltl (11)                              | DeMar DeRozan (8)                             | AT&T Center 2.876                             | 23-21                                         |
| 45                                            | 31 marzo                                      | Sacramento Kings                              | V 120–106                                     | DeMar DeRozan (26)                            | Jakob Pöltl (14)                              | DeMar DeRozan (7)                             | AT&T Center 2.802                             | 24-21                                         |

#### Aprile
| Aprile 2021                                    | Aprile 2021                                    | Aprile 2021                                    | Aprile 2021                                    | Aprile 2021                                    | Aprile 2021                                    | Aprile 2021                                    | Aprile 2021                                    | Aprile 2021                                    |
| Record mese : 7–10 (Casa: 1–5; Trasferta: 6–5) | Record mese : 7–10 (Casa: 1–5; Trasferta: 6–5) | Record mese : 7–10 (Casa: 1–5; Trasferta: 6–5) | Record mese : 7–10 (Casa: 1–5; Trasferta: 6–5) | Record mese : 7–10 (Casa: 1–5; Trasferta: 6–5) | Record mese : 7–10 (Casa: 1–5; Trasferta: 6–5) | Record mese : 7–10 (Casa: 1–5; Trasferta: 6–5) | Record mese : 7–10 (Casa: 1–5; Trasferta: 6–5) | Record mese : 7–10 (Casa: 1–5; Trasferta: 6–5) |
| Partita                                        | Data                                           | Avversario                                     | Punteggio                                      | Più punti                                      | Più rimbalzi                                   | Più assist                                     | Spettatori                                     | Record                                         |
| ---------------------------------------------- | ---------------------------------------------- | ---------------------------------------------- | ---------------------------------------------- | ---------------------------------------------- | ---------------------------------------------- | ---------------------------------------------- | ---------------------------------------------- | ---------------------------------------------- |
| 46                                             | 1º aprile                                      | Atlanta Hawks                                  | S 129–134 (2OT)                                | DeMar DeRozan (36)                             | Jakob Pöltl (10)                               | DeMar DeRozan (9)                              | AT&T Center 2.949                              | 24-22                                          |
| 47                                             | 3 aprile                                       | Indiana Pacers                                 | S 133–139 (OT)                                 | DeMar DeRozan (25)                             | Jakob Pöltl (13)                               | DeMar DeRozan (6)                              | AT&T Center 3.276                              | 24-23                                          |
| 48                                             | 5 aprile                                       | Cleveland Cavaliers                            | S 101–125                                      | DeMar DeRozan (20)                             | Keldon Johnson (10)                            | Derrick White (6)                              | AT&T Center 2.482                              | 24-24                                          |
| 49                                             | 7 aprile                                       | @ Denver Nuggets                               | S 96–106                                       | Murray, White (18)                             | Rudy Gay (8)                                   | Dejounte Murray (6)                            | Ball Arena 3.715                               | 24-25                                          |
| 50                                             | 9 aprile                                       | @ Denver Nuggets                               | S 119–121                                      | Derrick White (25)                             | Jakob Pöltl (10)                               | DeMar DeRozan (12)                             | Ball Arena 3.750                               | 24-26                                          |
| 51                                             | 11 aprile                                      | @ Dallas Mavericks                             | V 119–117                                      | DeMar DeRozan (33)                             | Jakob Pöltl (8)                                | DeMar DeRozan (8)                              | American Airlines Center 4.054                 | 25-26                                          |
| 52                                             | 12 aprile                                      | @ Orlando Magic                                | V 120–97                                       | DeMar DeRozan (19)                             | Keldon Johnson (11)                            | DeRozan, Murray (6)                            | Amway Center 3.107                             | 26-26                                          |
| 53                                             | 14 aprile                                      | @ Toronto Raptors                              | S 112–117                                      | Derrick White (25)                             | Jakob Pöltl (9)                                | DeMar DeRozan (11)                             | Amalie Arena 1.184                             | 26-27                                          |
| 54                                             | 16 aprile                                      | Portland T. Blazers                            | S 106–107                                      | DeMar DeRozan (26)                             | Johnson, Murray (11)                           | DeRozan, Murray (10)                           | AT&T Center 4.303                              | 26-28                                          |
| 55                                             | 17 aprile                                      | @ Phoenix Suns                                 | V 111–85                                       | Rudy Gay (19)                                  | Drew Eubanks (13)                              | Derrick White (6)                              | Phoenix Suns Arena 5.078                       | 27-28                                          |
| 56                                             | 19 aprile                                      | @ Indiana Pacers                               | V 109–94                                       | Derrick White (25)                             | Drew Eubanks (13)                              | Dejounte Murray (7)                            | Bankers Life Fieldhouse 0                      | 28-28                                          |
| 57                                             | 21 aprile                                      | Miami Heat                                     | S 87–107                                       | DeMar DeRozan (15)                             | Jakob Pöltl (9)                                | Derrick White (7)                              | AT&T Center 4.229                              | 28-29                                          |
| 58                                             | 22 aprile                                      | Detroit Pistons                                | V 106–91                                       | Derrick White (26)                             | Jakob Pöltl (11)                               | Derrick White (8)                              | AT&T Center 3.334                              | 29-29                                          |
| 59                                             | 24 aprile                                      | @ N.O. Pelicans                                | V 110–108                                      | DeMar DeRozan (32)                             | Keldon Johnson (9)                             | DeMar DeRozan (8)                              | Smoothie King Center 3.700                     | 30-29                                          |
| 60                                             | 26 aprile                                      | @ Wash. Wizards                                | V 146–143 (OT)                                 | DeMar DeRozan (37)                             | Dejounte Murray (17)                           | DeMar DeRozan (10)                             | Capital One Arena 2.133                        | 31-29                                          |
| 61                                             | 28 aprile                                      | @ Miami Heat                                   | S 111–116                                      | Dejounte Murray (22)                           | Dejounte Murray (10)                           | Dejounte Murray (11)                           | American Airlines Arena 0                      | 31-30                                          |
| 62                                             | 30 aprile                                      | @ Boston Celtics                               | S 140–143 (OT)                                 | DeMar DeRozan (30)                             | Jakob Pöltl (10)                               | DeMar DeRozan (14)                             | TD Garden 2.298                                | 31-31                                          |

#### Maggio
| Maggio 2021                                   | Maggio 2021                                   | Maggio 2021                                   | Maggio 2021                                   | Maggio 2021                                   | Maggio 2021                                   | Maggio 2021                                   | Maggio 2021                                   | Maggio 2021                                   |
| Record mese : 2–8 (Casa: 1–3; Trasferta: 1–5) | Record mese : 2–8 (Casa: 1–3; Trasferta: 1–5) | Record mese : 2–8 (Casa: 1–3; Trasferta: 1–5) | Record mese : 2–8 (Casa: 1–3; Trasferta: 1–5) | Record mese : 2–8 (Casa: 1–3; Trasferta: 1–5) | Record mese : 2–8 (Casa: 1–3; Trasferta: 1–5) | Record mese : 2–8 (Casa: 1–3; Trasferta: 1–5) | Record mese : 2–8 (Casa: 1–3; Trasferta: 1–5) | Record mese : 2–8 (Casa: 1–3; Trasferta: 1–5) |
| Partita                                       | Data                                          | Avversario                                    | Punteggio                                     | Più punti                                     | Più rimbalzi                                  | Più assist                                    | Spettatori                                    | Record                                        |
| --------------------------------------------- | --------------------------------------------- | --------------------------------------------- | --------------------------------------------- | --------------------------------------------- | --------------------------------------------- | --------------------------------------------- | --------------------------------------------- | --------------------------------------------- |
| 63                                            | 2 maggio                                      | Philadelphia 76ers                            | S 111–113 (OT)                                | Lonnie Walker (23)                            | Rudy Gay (10)                                 | Keldon Johnson (5)                            | AT&T Center 3.978                             | 31-32                                         |
| 64                                            | 3 maggio                                      | @ Utah Jazz                                   | S 99–110                                      | DeMar DeRozan (22)                            | Rudy Gay (7)                                  | DeMar DeRozan (6)                             | Vivint Smart Home Arena 6.506                 | 31-33                                         |
| 65                                            | 5 maggio                                      | @ Utah Jazz                                   | S 94–126                                      | Luka Šamanić (15)                             | Drew Eubanks (9)                              | Lonnie Walker (5)                             | Vivint Smart Home Arena 6.506                 | 31-34                                         |
| 66                                            | 7 maggio                                      | @ Sacramento Kings                            | V 113–104                                     | DeMar DeRozan (25)                            | Jakob Pöltl (10)                              | Dejounte Murray (7)                           | Golden 1 Center 0                             | 32-34                                         |
| 67                                            | 8 maggio                                      | @ Portland T. Blazers                         | S 102–124                                     | DeMar DeRozan (20)                            | Lonnie Walker (8)                             | Dejounte Murray (5)                           | Moda Center 1.939                             | 32-35                                         |
| 68                                            | 10 maggio                                     | Milwaukee Bucks                               | V 146–125                                     | DeMar DeRozan (23)                            | Jakob Pöltl (10)                              | Dejounte Murray (9)                           | AT&T Center 3.992                             | 33-35                                         |
| 69                                            | 12 maggio                                     | @ Brooklyn Nets                               | S 116–128                                     | DeMar DeRozan (21)                            | Dejounte Murray (11)                          | DeRozan, Murray (5)                           | Barclays Center 1.773                         | 33-36                                         |
| 70                                            | 13 maggio                                     | @ N.Y. Knicks                                 | S 98–102                                      | DeMar DeRozan (27)                            | Pöltl, Murray, Eubanks (9)                    | Dejounte Murray (7)                           | Madison Square Garden 1.981                   | 33-37                                         |
| 71                                            | 15 maggio                                     | Phoenix Suns                                  | S 103–140                                     | Johnson, Dieng (18)                           | Drew Eubanks (11)                             | Walker, Mills, Jones (5)                      | AT&T Center 4.848                             | 33-38                                         |
| 72                                            | 16 maggio                                     | Phoenix Suns                                  | S 121–123                                     | DeMar DeRozan (23)                            | Jakob Pöltl (10)                              | Tre Jones (7)                                 | AT&T Center 4.738                             | 33-39                                         |

### Play-in
| Play-in                                         | Play-in                                         | Play-in                                         | Play-in                                         | Play-in                                         | Play-in                                         | Play-in                                         | Play-in                                         | Play-in                                         |
| Record play-in: 0-1 (Casa: 0–0; Trasferta: 0–1) | Record play-in: 0-1 (Casa: 0–0; Trasferta: 0–1) | Record play-in: 0-1 (Casa: 0–0; Trasferta: 0–1) | Record play-in: 0-1 (Casa: 0–0; Trasferta: 0–1) | Record play-in: 0-1 (Casa: 0–0; Trasferta: 0–1) | Record play-in: 0-1 (Casa: 0–0; Trasferta: 0–1) | Record play-in: 0-1 (Casa: 0–0; Trasferta: 0–1) | Record play-in: 0-1 (Casa: 0–0; Trasferta: 0–1) | Record play-in: 0-1 (Casa: 0–0; Trasferta: 0–1) |
| Partita                                         | Data                                            | Avversario                                      | Punteggio                                       | Più punti                                       | Più rimbalzi                                    | Più assist                                      | Spettatori                                      | Record                                          |
| ----------------------------------------------- | ----------------------------------------------- | ----------------------------------------------- | ----------------------------------------------- | ----------------------------------------------- | ----------------------------------------------- | ----------------------------------------------- | ----------------------------------------------- | ----------------------------------------------- |
| 1                                               | 19 maggio                                       | @ Memphis Grizzlies                             | S 96–100                                        | DeRozan, Gay (20)                               | Dejounte Murray (13)                            | Dejounte Murray (11)                            | FedExForum 7.019                                | 0-1                                             |

## Mercato

### Scambi
| 25 marzo 2021 | San Antonio SpursMarquese Chriss Corrispettivo in contanti | G.S. Warriorsdiritti su Cady Lalanne |

### Free Agency

#### Prolungamenti contrattuali
| Data             | Giocatore              | Contratto         |
| ---------------- | ---------------------- | ----------------- |
| 24 novembre 2020 | Drew Eubanks           | -                 |
| 24 novembre 2020 | Quinndary Weatherspoon | Contratto Two-way |
| 24 novembre 2020 | Jakob Pöltl            | -                 |
| 21 dicembre 2020 | Derrick White          | -                 |

#### Acquisti
| Data             | Giocatore        | Contratto               | Provenienza                    |
| ---------------- | ---------------- | ----------------------- | ------------------------------ |
| 21 novembre 2021 | Cameron Reynolds | Non-guaranteed contract | Milwaukee Bucks                |
| 29 novembre 2020 | Keita Bates-Diop | Contratto Two-Way       | Denver Nuggets                 |
| 10 dicembre 2020 | Kylor Kelley     | -                       | Università statale dell'Oregon |
| 14 dicembre 2020 | Khyri Thomas     | Contratto 10-Day        | Atlanta Hawks                  |
| 20 dicembre 2020 | London Perrantes | Contratto 10-Day        | Capital C. Go-Go               |
| 26 marzo 2021    | Cameron Reynolds | Contratto 10-Day        | Austin Spurs                   |
| 29 marzo 2021    | Gorgui Dieng     | -                       | Memphis Grizzlies              |
| 17 maggio 2021   | DaQuan Jeffries  | -                       | Houston Rockets                |

#### Cessioni
| Data             | Giocatore         | Contratto        | Destinazione        |
| ---------------- | ----------------- | ---------------- | ------------------- |
| 20 novembre 2020 | Chimezie Metu     | Buyout Agreement | Brooklyn Nets       |
| 10 dicembre 2020 | Kylor Kelley      | Rilasciato       | Austin Spurs        |
| 14 dicembre 2020 | Khyri Thomas      | Rilasciato       | Austin Spurs        |
| 19 dicembre 2020 | Cameron Reynolds  | Rilasciato       | Austin Spurs        |
| 19 dicembre 2020 | Tyler Zeller      | Rilasciato       | -                   |
| 20 dicembre 2020 | London Perrantes  | Rilasciato       | Austin Spurs        |
| 26 marzo 2021    | LaMarcus Aldridge | Buyout Agreement | Brooklyn Nets       |
| 28 marzo 2021    | Marquese Chriss   | Rilasciato       | Portland T. Blazers |